# Sebastian Burkart
Sebastian Burkart  (* 7. Februar 1844 in Merenschwand; † 23. Januar 1923 in Rheinfelden) war ein römisch-katholischer Geistlicher und Aargauer Grossrat.

## Werdegang
Sebastian Burkart besuchte die Gymnasien in Einsiedeln und Aarau. Von 1864 bis 1867 studierte er Theologie in Tübingen und Freiburg i. Br. Im Jahr 1868 wurde er in Solothurn zum Priester geweiht. Anschliessend war er Vikar und Rektor der Bezirksschule zuerst in Mellingen, ab 1873 in Wohlen, Kanton Aargau. 1877 trat er das Amt als Pfarrer in Magden an. 1887–1923 war er als Pfarrer von Rheinfelden tätig. 1880 bis 1922 war er Schulinspektor des Bezirks Rheinfelden.
1889 bis 1893 war er Aargauer Grossrat.
Unter Verwendung von Vorarbeiten seines Vorgängers Carl Schröter verfasste er die «Geschichte der Stadt Rheinfelden», die 1909 erschien. Rheinfelden beehrte ihn als Ehrenbürger von Rheinfelden.

## Publikationen (Auswahl)
- Sebastian Burkart: Geschichte der Stadt Rheinfelden bis zu ihrer Vereinigung mit dem Kanton Aargau. Aarau: Sauerländer 1909